# Aparecida do Rio Negro
Aparecida do Rio Negro este un oraș în Tocantins (TO), Brazilia. 